# LU-P-4712
La carretera LU-P-4712 es una carretera de la red secundaria de Galicia que pertenece a la Diputación de Lugo. Une las parroquias de Canedo, en el municipio de Puebla del Brollón, y Freituxe, en el municipio de Bóveda, en la provincia de Lugo, y tiene una longitud de 2 km.

## Trazado
La carretera parte de Canedo, en el municipio de Puebla del Brollón, concretamente de la carretera LU-P-4706 y se dirige hacia el oeste. Tras 860 m se adentra en el municipio de Bóveda y finaliza en la carretera LU-P-0902 a la altura de Freituxe.